# 枣林乡 (舞钢市)
枣林乡是中国河南省平顶山市舞钢市下辖的一个乡。

## 行政区划
枣林乡下辖：枣林村、辛集村、前李村、后李村、徐庄村、洪建村、后袁村、苗洼村、铁炉王村、张卜庄村、黄庄村、许庄村、栗林铺村、喜庄村、晃张村、王楼村、韦庄村、生刘村、藕池村、老庄村、郭庄村、袁庄村、安寨村、张营村、李堂村、邵庄村、岗郭村、高庄村、后邢村、直李村、张桥村、赵庄村、吕店村、苏庄村、前邢村、店李村、马庄村、罗庄村、古铎李村。